# اچ‌دی ۱۱۷۶۱۸
اچ‌دی ۱۱۷۶۱۸ یک ستاره است که در صورت فلکی قنطورس قرار دارد.